# Маркус Лоу
Маркус Лоу (англ. Marcus Loew; 7 травня 1870 — 5 вересня 1927) — американський бізнес-магнат і піонер кіноіндустрії, творець корпорації Metro-Goldwyn-Mayer.

## Біографія
Маркус Лоу народився в бідній єврейській родині в Нью-Йорку, він був рано змушений заробляти на життя і тому залишився без формальної освіти. Проте, починаючи з невеликих інвестицій від заощаджених грошей за чорну роботу, він купив бізнес Penny Arcade. Незабаром після цього, в партнерстві з Адольфом Цукором та іншими, Лоу придбав Nickelodeon (мережа театрів) і через якийсь час перетворив їх у найпрестижнішу мережу кінотеатрів в США.
У 1904 році заснував People's Vaudeville Company (Народна водевіль компанія), мережу кінотеатрів, які демонстрували фільми, а також живі вар'єте. У 1910 році компанія значно розширилася й отримала назву Loew's Consolidated Enterprises (Консолідоване підприємство Лоу). Його партнерами стали Адольф Цукор, Джозеф Шенк і Ніколас Шенк.

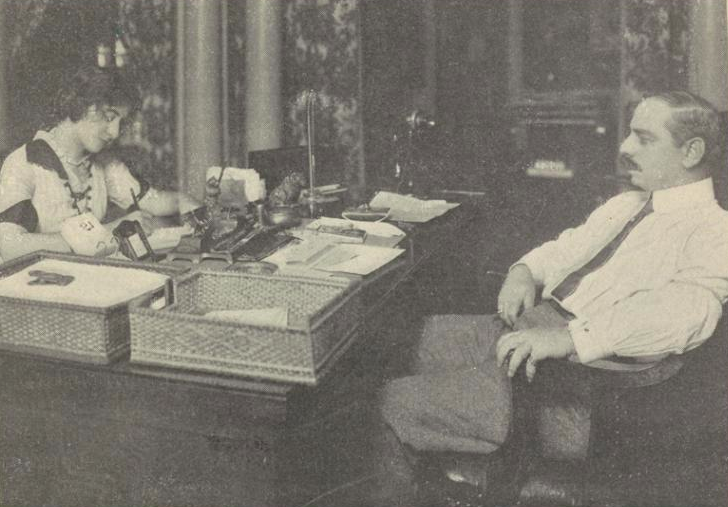
Маркус Лоу у своєму кабінеті, 1914 рік

До 1913 року Лоу управляв декількома театрами в Нью-Йорку: American Music Hall; Avenue A Theatre; Avenue B Theatre; Broadway Theatre; Circle Theatre; Columbia Theatre, Brooklyn; Delancey St. Theatre; Greeley Sq. Theatre; Herald Square Theatre; Liberty Theatre, Brooklyn; Lincoln Sq. Theatre; National Theatre; Plaza Theatre; 7th Ave. Theatre; Shubert Theatre, Brooklyn та Yorkville Theatre. За межами Нью-Йорка, він управляв колумбійським театром (Бостон) і Метрополітен-опера (Філадельфія).
У 1920 році Лоу придбав Metro Pictures Corporation. Кілька років по тому він придбав контрольний пакет акцій у Goldwyn Picture Corporation, якою на той момент володів імпресаріо Лі Шуберт. Goldwyn Pictures володіють торговельною маркою «Лев Лоу». Лоу зіткнувся з серйозною дилемою: поглинені компанії відчули недолік центральної директорської командної структури.
До 1917 року він керував низкою підприємств: Borough Theatre Co., Empress Amusement Corp., Fort George Amusement Co., Glendive Amusement Corp., Greeley Square Amusement Co., Loew's Consolidated Enterprise, Loew's Theatrical Enterprises, Mascot Amusement Co., Natonia Amusement Co., People's Vaudeville Co.
Нова конгломерація Лоу втягнула себе в кілька дорогих проблемних виробництв (серед них, Бен-Гур: історія Христа (1925), і заплутані договірні відносини з Еріхом фон Штрогеймом), які погрожували привести все підприємство до банкрутства.
У квітні 1924 року була сформована Metro-Goldwyn Pictures.
5 вересня 1927 року Маркус Лоу помер від серцевого нападу у віці 57 років у Глен-Коув, Нью-Йорк. Він був похований на кладовищі Маймонідс у Брукліні.
Через значний внесок у розвиток кіноіндустрії Маркус Лоу удостоєнний зіркою на Алеї слави в Голлівуді.